# Angliniszki
Angliniszki (lit. Angliniškės) − wyludniona wieś na Litwie, w rejonie solecznickim, 6 km na północny zachód od Solecznik. 
W dwudziestoleciu międzywojennym w Polsce, w powiecie wileńsko-trockim województwa wileńskiego.